# NWA North American Tag Team Championship (Los Angeles version)
L'NWA North American Tag Team Championship (Los Angeles version) è stato un titolo di wrestling promosso dalla National Wrestling Alliance (NWA) e successivamente dalla New Japan Pro-Wrestling.
Il titolo fu attivo dal 1973 al 1979, quando fu ritirato e sostituito nel territorio dal NWA World Tag Team Championship.

## Storia
Il titolo fa parte di una serie di riconoscimenti con lo stesso nome promossi dai territori della NWA. Nel territorio di Los Angeles iniziò ad essere promossa una versione del titolo, riconosciuta anche dalla New Japan Pro-Wrestling, che iniziò a difenderlo anche nei suoi eventi a partire dal 1974, sino a diventarne di fatto proprietaria nei mesi successivi. 
Il titolo fu reso vacante nel 1981 e mai riassegnato, venendo considerato di fatto disattivato. 

## Albo d'oro
| Legenda  |                                                                               |
| -------- | ----------------------------------------------------------------------------- |
| #        | Indica il numero del regno titolato                                           |
| Regno    | Viene indicato il numero del regno del campione                               |
| Data     | La data in cui il titolo è stato vinto                                        |
| Località | Indica il luogo in cui il titolo è stato vinto                                |
| Note     | Indica notizie particolari riguardanti i cambi di titolo o altre informazioni |

| #                          | Campione                                   | Regno | Data              | Giorni | Località                | Evento     | Note | Fonti |
| -------------------------- | ------------------------------------------ | ----- | ----------------- | ------ | ----------------------- | ---------- | --- | ----- |
| 1                          | Pat Patterson e Johnny Powers              | 1     | agosto 1973       | --     | --                      | --         | I due iniziarono ad essere promossi come detentori del titolo nel territorio di Los Angeles e in New Japan Pro-Wrestling.                                                                                                  |       |
| Storia del titolo non nota |                                            |       |                   |        |                         |            | |       |
| 2                          | Kurt Von Hess e Karl Von Schotz            | 1     | maggio 1974       | --     | --                      | --         | I due iniziarono ad essere promossi come detentori del titolo dalla New Japan Pro-Wrestling, seppur non avessero mai sconfitto i campioni. Durante questo regno i due detenevano anche il NWF World Tag Team Championship. |       |
| 3                          | Antonio Inoki e Seiji Sakaguchi            | 1     | 16 agosto 1974    | 350    | Los Angeles, California | House show | |       |
| —                          | Vacante                                    | —     | 1 agosto 1975     | —      | —                       | —          | Il titolo fu reso vacante in seguito ad un finale controverso di una difesa titolata contro Jerry Brown e Buddy Roberts.                                                                                                   |       |
| 4                          | Jerry Brown e Buddy Roberts                | 1     | 22 settembre 1975 | 10     | Nagoya, Giappone        | House show | |       |
| 5                          | Antonio Inoki e Seiji Sakaguchi            | 2     | 2 ottobre 1975    | --     | Osaka, Giappone         | House show | |       |
| —                          | Vacante                                    | —     | gennaio 1976      | —      | —                       | —          | Il titolo fu reso vacante per permettere ad Inoki di concentrarsi sul suo incontro con Wim Ruska |       |
| 6                          | Strong Kobayashi e Seiji Sakaguchi (3)     | 1     | 5 febbraio 1976   | 363    | Sapporo, Giappone       | House show | In uno spareggio per riassegnare i titoli vacanti contro Tiger Jeet Singh e Voodoo Mulumba. |       |
| 7                          | Tiger Jeet Singh e Umanosuke Ueda          | 1     | 2 febbraio 1977   | 176    | Osaka, Giappone         | House show | |       |
| 8                          | Strong Kobayashi (2) e Seiji Sakaguchi (4) | 2     | 28 luglio 1977    | 616    | Fukuoka, Giappone       | House show | |       |
| 9                          | Hiro Matsuda e Masa Saito                  | 1     | 5 aprile 1979     | 71     | Tokyo, Giappone         | House show | |       |
| 10                         | Riki Choshu e Seiji Sakaguchi (5)          | 1     | 15 giugno 1979    | 628    | Los Angeles, California | House show | |       |
| —                          | Disattivato                                | —     | 23 aprile 1981    | —      | —                       | —          | Il titolo fu reso vacante e non venne riassegnato. |       |